# Johann Kies

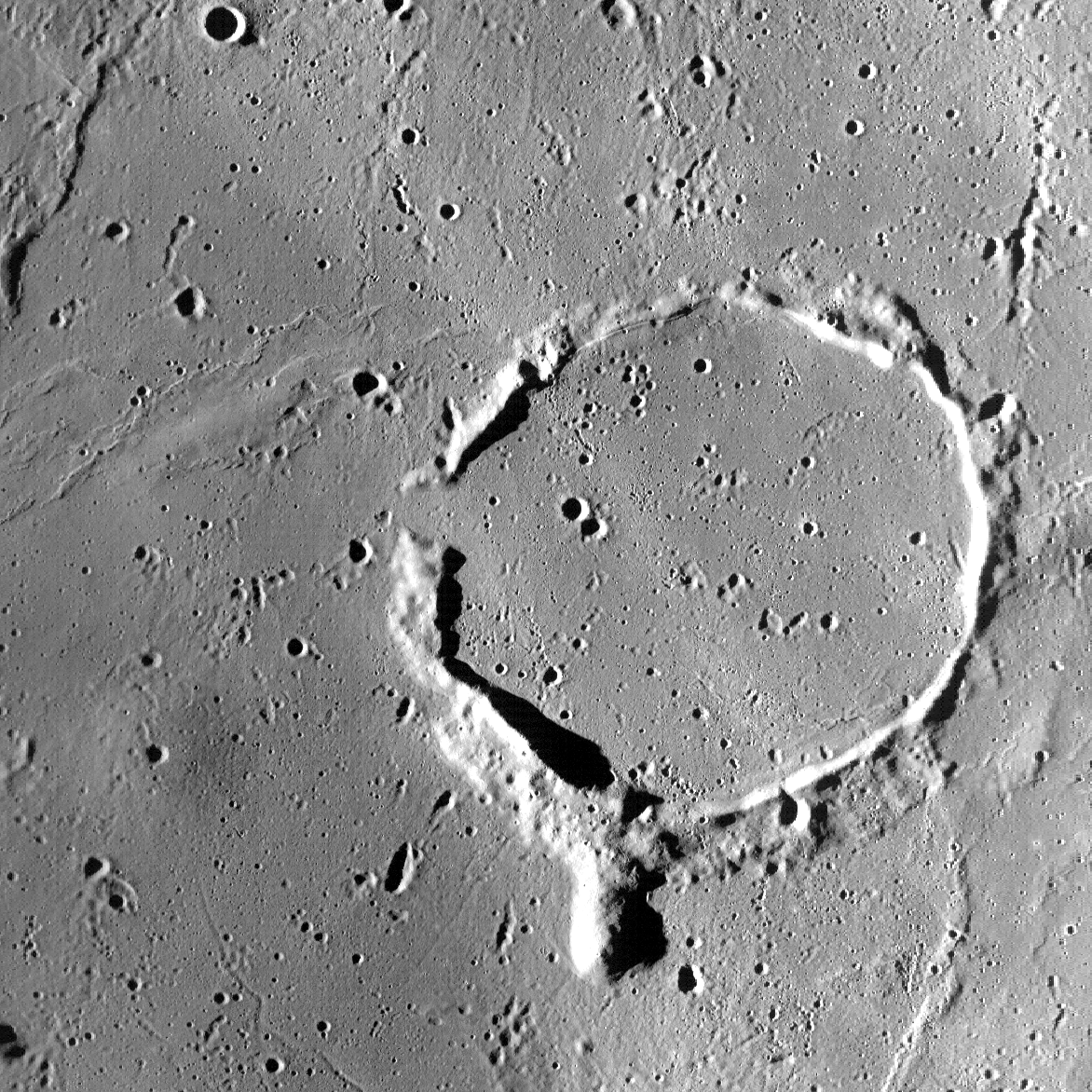
Den 44 km breda månkratern Kies i Mare Nubium. Till vänster om Kies ligger Kies π, en trolig 10 km bred sköldvulkan med tydlig krater.

Johann Kies, född den 14 september 1713 i Tübingen, Hertigdömet Württemberg, död den 29 juli 1781 på samma plats, var en tysk astronom.
Kies studerade astronomi och teologi, avlade magistersexamen 1734, varefter han 1740 fick tjänst hos en furste av huset Czartoryski i Warszawa. På anbefallning av Leonhard Euler blev Kies den 22 november 1742 anställd av den Preussiska vetenskapsakademin som professor i matematik och fysik, och från 1743 även som astronom vid Berlins observatorium. Den 13 februari 1744 blev han ordinarie ledadmot av akademin. Under Kies tid vid observatoriet kom Jérôme Lalande till Berlin (från 1752 stod observatoriet under dennes ledning) och från 1751 samarbetade de båda med Nicolas Louis de Lacaille, som befann sig på Godahoppsudden, om att genom samtidiga mätningar bättre bestämma månparallaxen.
1754 återvände Kies till Tübingen där han fick tjänst som professor i matematik vid Collegium illustre och som bibliotekarie vid universitetsbiblioteket. 1760, 1766, 1767 och 1775 var han rektor för Tübingens universitet.
Kies tillhörde de första som propagerade för Newtons idéer i Tyskland och dedikerade sina verk De viribus centralibus (Tübingen, 1758) och De lege gravitatis (Tübingen, 1773) åt  engelsmannen.

## Utmärkelser
Nedslagskratern Kies på månen är uppkallad efter Johann Kies.

## Verk
- Institutiones mathematicae, Warszawa 1742
- Flera artiklar publicerade i den Preussiska vetenskapsakademins avhandlingar, huvudsakligen rörande observationer av exempelvis förmörkelser.
- De Virbus centralibus, ex doctrina Newtoni, Tübingen 1755
- De Parallaxi longitudinis & latitudinis Planetarum, Tübingen 1756
- Propositiones quaedam geometricae & opticae, Tübingen 1756
- De Cometis, eurumque orbis, Tübingen 1757
- De ratione ponderum in superficiebus Solis & Planetarum, Tübingen 1757
- De distantia Solis à Terra, Tübingen 1757
- Analysios infinitorum quaedam specimina, Tübingen 1765
- De influxu Lunae in partes Terrae mobiles, Tübingen 1769
- De pertubatione planetarum in conjunctionibus eorum, Tübingen 1770
- De motu Lunae, Tübingen 1771
- De lege gravitatis Newtoniana innumeris aliis et nuper demum ipsis Alpium experimentis confirmata, Tübingen 1773

Flera av verken ovan, som allmänt tillskrivs Kies, är dock egentlgen avhandlingar skrivna av studenter under honom.